# Klinasto-podjezična mišica
Klinasto-podjezična mišica (latinsko musculus stylohyoideus) je tanka mišica vratu, ki leži pred dvotrebušno mišico. Izvira iz stiloidnega odrasteka senčnice, ter se narašča na podjezičnico.
Njena funkcija je dvigovanje podjezičnice med požiranjem.
Oživčuje jo živec facialis (VII).